# ولید الهیشری
ولید الهیشری (انگلیسی: Walid Hichri؛ زادهٔ ۵ مارس ۱۹۸۶) بازیکن فوتبال اهل تونس است.
از باشگاه‌هایی که در آن بازی کرده‌است می‌توان به باشگاه فوتبال المعب تونس، باشگاه فوتبال آفریقایی، باشگاه فوتبال بنزرتی، باشگاه فوتبال اسپرانس تونس، و باشگاه فوتبال بالمرسی اشاره کرد.
وی همچنین در تیم ملی فوتبال تونس بازی کرده‌است.